# Індиголіт
Індиголіт (рос. индиголит; англ. indicolite; indigolite; blue elbaite; нім. Indicolit m) — мінерал, різновид турмаліну.

## Загальний опис
Колір синій, синювато-чорний, іноді зеленувато-синій.
Залізо-магніїсний лужний турмалін.
Названий за кольором індиго.
Використовується в ювелірній справі як порівняно недорогий дорогоцінний камінь. Обробляється огранюванням.
Зустрічається у вигляді окремих призматичних кристалів в міаролітових пустотах пегматитових жил.
Родовища індиголіту відомі на Памірі (Таджикистан), в Афганістані, Пакистані та в Фінляндії.